# Myrmica schencki

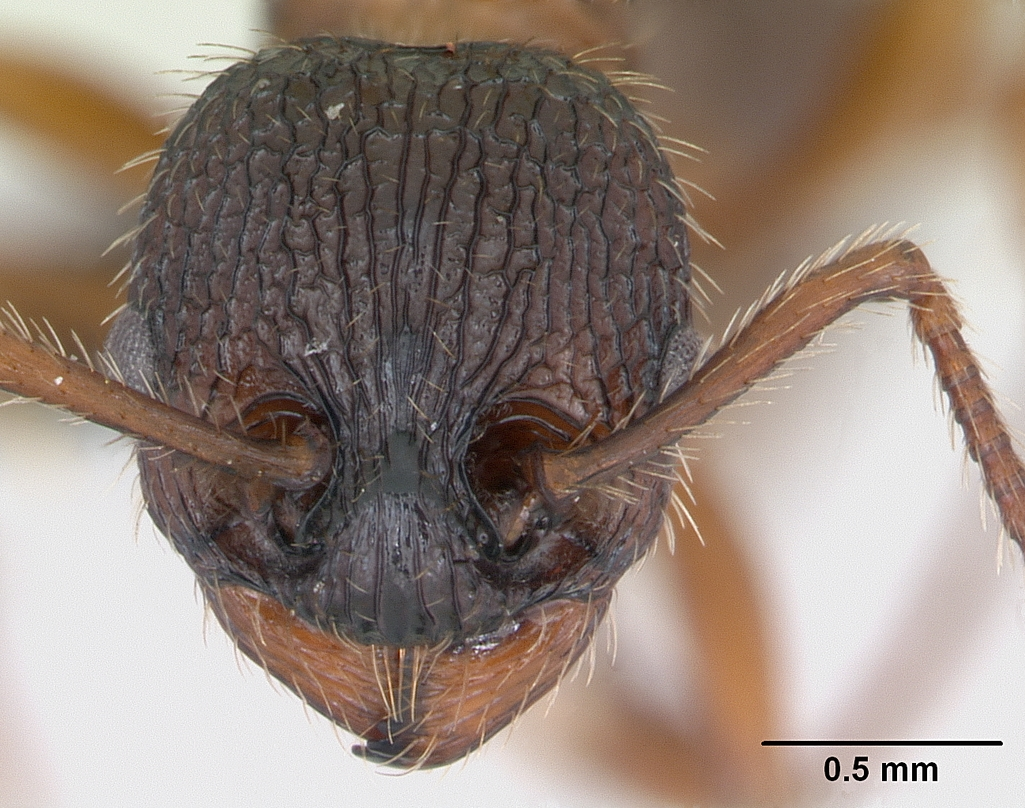
Голова рабочего муравья

Myrmica schencki (лат.) — широко распространённый палеарктический вид мелких рыжих муравьёв рода Myrmica из подсемейства мирмицины. Семьи малочисленные, из нескольких сотен рабочих. Один из немногих видов муравьёв, который способен поедать растительную пыльцу.
Играет важную роль в сохранении популяций редких бабочек-голубянок (Phengaris rebeli и Ph. arion), с которыми образует мирмекофильную связь. Включён в списки редких и охраняемых животных в нескольких европейских странах.

## Распространение
Евразийский вид, встречающийся в Европе, на Кавказе, в Турции (на северо-востоке), Казахстане, Тянь-Шане, Алтае. В Сибире ареал простирается на восток до Красноярска. В Европе встречается на севере до центральной Англии и Ирландии, южной Норвегии, Швеции и Финляндии; на юге — до северной Испании и Италии. На протяжении большей части своего северного ареала M. schencki ассоциируется с тёплыми хорошо прогреваемыми биотопами, открытыми участками леса, сухими пастбищными местами обитания, включая известняковые луга, песчаные почвы и песчаные приморские дюны. На юге своего европейского ареала связан с тёплыми субальпийскими лугами.

## Описание

### Внешнее строение
Мелкие рыжевато-коричневые муравьи длиной около 5 мм. Длина рабочих особей составляет от 4,0 до 5,5 мм, самок — от 5 до 6 мм, самцов — от 4,0 до 4,5 мм. Основная окраска самок и рабочих — от рыжевато-коричневой до буровато-чёрной, самцов — буровато-чёрная. Усики самок и рабочих 12-члениковые (у самцов 13-члениковые). Голова овальная, клипеус спереди округлый, ровный. Нижнечелюстные щупики 6-члениковые, нижнегубные щупики состоят из четырёх сегментов. Скапус усика резко изогнут у основания и несёт небольшую вертикальную лопасть у изгиба. Лобные валики сильно изогнуты и приподняты над узким лбом (его ширина составляет около четверти от ширины головы). Мандибулы на жевательном крае с 4—6 зубцами. Заднегрудь с длинными проподеальными шипиками. Петиоль длинный с округлённой верхней частью узелка. Вершины голеней средних и задних ног с одной крупной гребенчатой шпорой. Скапус самцов сравнительно короткий. Стебелёк между грудкой и брюшком у всех каст состоит из двух члеников: петиолюса и постпетиолюса (последний чётко отделён от брюшка). Голова и грудь с грубой морщинистой скульптурой. Брюшко гладкое и блестящее. Тело покрыто многочисленными отстоящими волосками. Жало развито, куколки голые (без кокона).

### Биология
Термофильные муравьи; по сравнению с близкими видами рода Myrmica предпочитают гнездиться в более сухих и открытых биотопах. Семьи малочисленные, содержат несколько сотен рабочих (до тысячи) и одну или несколько маток (до пяти). Брачный лёт происходит с конца июля до начала сентября, спаривание — на земле рядом с гнездом. Муравьи этого вида — активные хищники, охотящиеся на мелких беспозвоночных, также собирают падаль и сладкую падь у тлей. В большей степени по сравнению с другими видами мирмик собирают цветочный нектар и предпочитают сумеречный образ жизни. Также известны как факультативные потребители пыльцы растений. Муравейники располагаются в наземном ярусе в почве, иногда в пучках травы или мха. Гнёзда с единственным входным отверстием, часто окруженными воротниковидными насыпями из мелких растительных остатков.
Рабочие, являясь неоплодотворёнными самками, также как и матки могут осуществлять яйцекладку, но они откладывают только трофические яйца (матки могут откладывать оба типа яиц). Их используют для питания личинок.
В 2008 году было впервые обнаружено, что Myrmica schencki собирает опавшие микростробилы сосны обыкновенной (Pinus sylvestris) во время пыления. Муравьи переносят их в свои гнезда и затем собирают на кучах мусора рядом с входами в гнезда. Вскрытие рабочих M. schencki выявило наличие многочисленных пыльцевых зёрен в их зобиках и средней кишке, доказывая, по крайней мере, периодическую антофилию и поедание пыльцы этими муравьями. Это стало лишь вторым в истории подобным случаем среди всего семейства муравьёв. Ранее способность к поеданию пыльцы была известна лишь по отношению к некоторым неотропическим муравьям рода Cephalotes.
В качестве мирмекофилов зарегистрированы гусеницы некоторых бабочек. Это имеет важное значение для сохранения популяций редких видов голубянок, например, Phengaris rebeli и голубянки арион (Phengaris arion), чьи мирмекофильные гусеницы живут в муравейниках. Кроме того, служит вторичным хозяином для голубянки алькон (Phengaris alcon) (Lepidoptera, Lycaenidae).
Гусеницы голубянки P. rebeli имитируют уникальный звук муравьиной матки, чтобы замаскироваться в муравейнике. Эта аудиомимикрия достаточно эффективна и способствует выживанию. Звуковая частота стридуляции гусениц голубянки арион достигает 560 Гц, а у куколок равна 1070 Гц. У маток и рабочих M. schencki эти частоты равны 812 и 1132 Гц соответственно.

### Биохимия
В мандибулярных железах M.schencki обнаружены 3-гексанол, 3-гептанон, 3-гептанол, 3-октанон, 3-октанол, 3-нонанол, 3-деканон, 6-метил-3-октанон, ацетон, метилпропаналь, 3-деканол и 6-метил-3-октанол. Секреция мандибулярных желёз (особенно 3-октанол и 3-октанон) действует на рабочих как аттрактант, повышая их подвижность и уменьшая извилистость движений.
Основными компонентами секреции дюфуровой железы являются фарнезены — гомофарнезен (3-этил-7,11-диметилтридека-1,3,6,10-тетраен, C16H26) и бисгомофарнезен (7-этил-3,11-диметил-1,3,6,10-тридекатетраен, C17H28). Дюфурова железа M. schencki имеет относительно небольшие размеры и составляет примерно одну четверть от размера аналога у Myrmica rubra. Более того, хотя рабочие M. schencki и крупнее таковых у Myrmica rugulosa, Дюфурова железа у представителей первого вида меньше, чем у второго. Возможно, с этим связано очень извилистое движение рабочих M. schencki на арене в контрольных экспериментах по сравнению с другими видами. Следовым феромоном является 2,5-диметил-3-этилпиразин (2,5-диметил-3-этилпиразин, C8H12N2). Среди поверхностных феромонов преобладают кутикулярные угловодороды нонакозан (C29H60) и гентриаконтан (C31H64).

### Генетика
Диплоидный набор хромосом у самок и рабочих: 2n = 46, гаплоидный набор у самцов: n = 23

### Сравнение каст

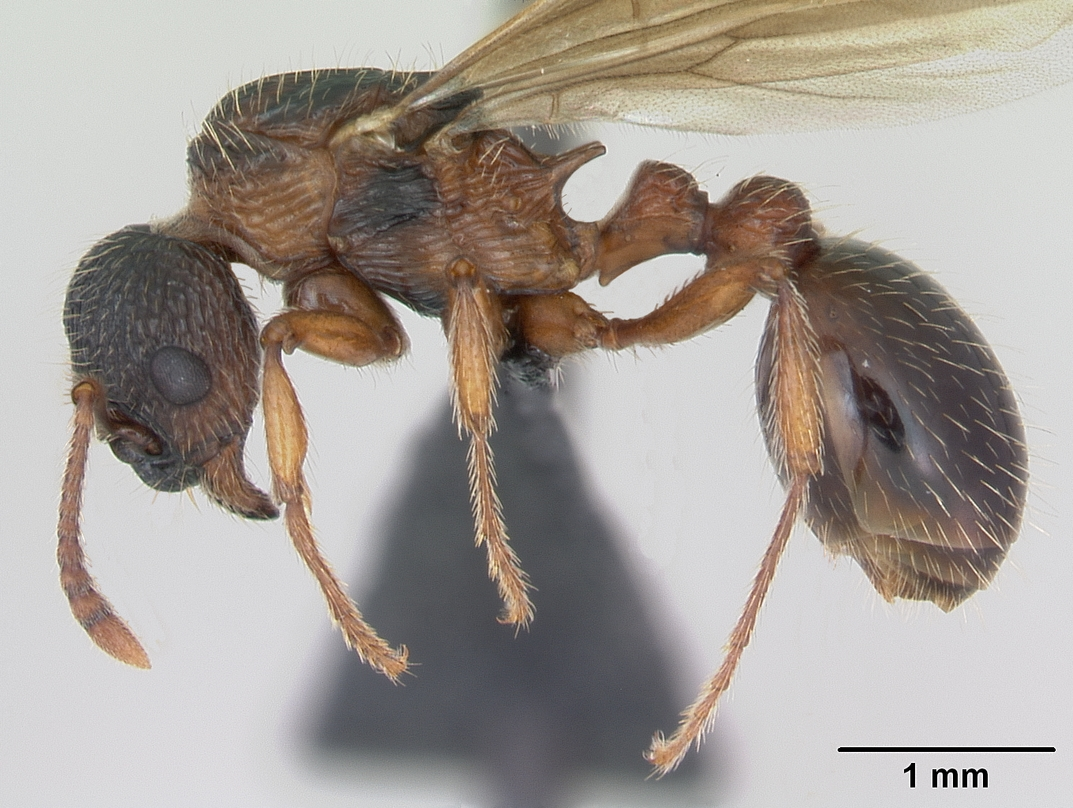
Крылатая самка
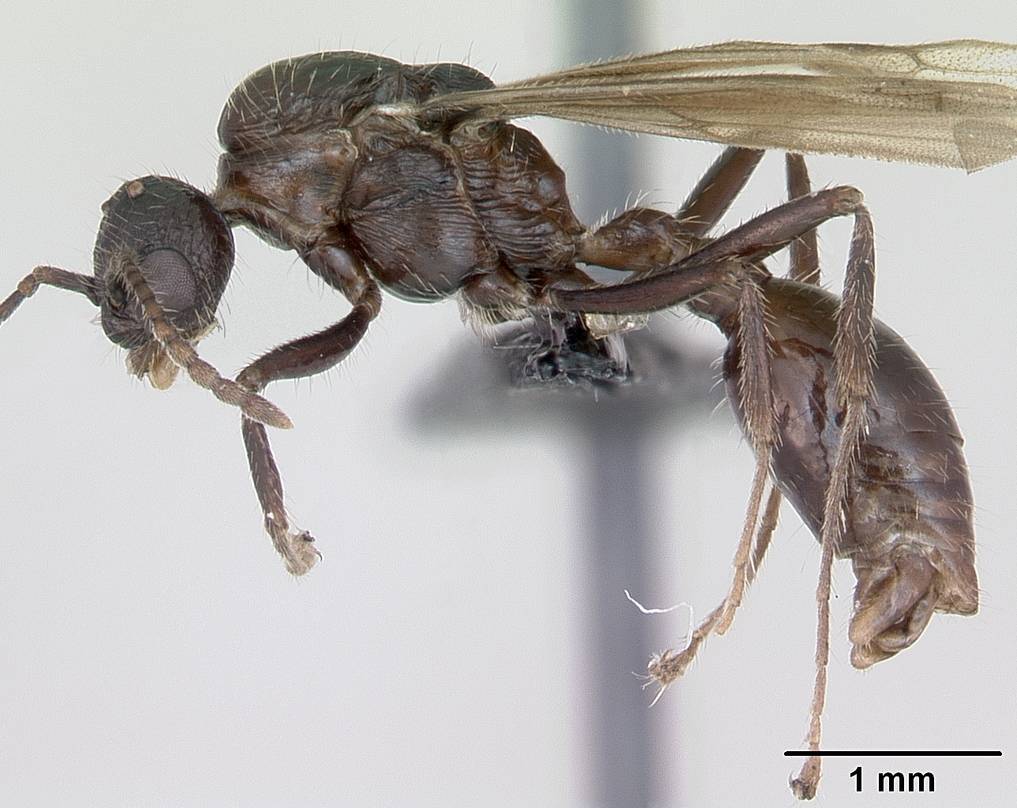
Крылатый самец
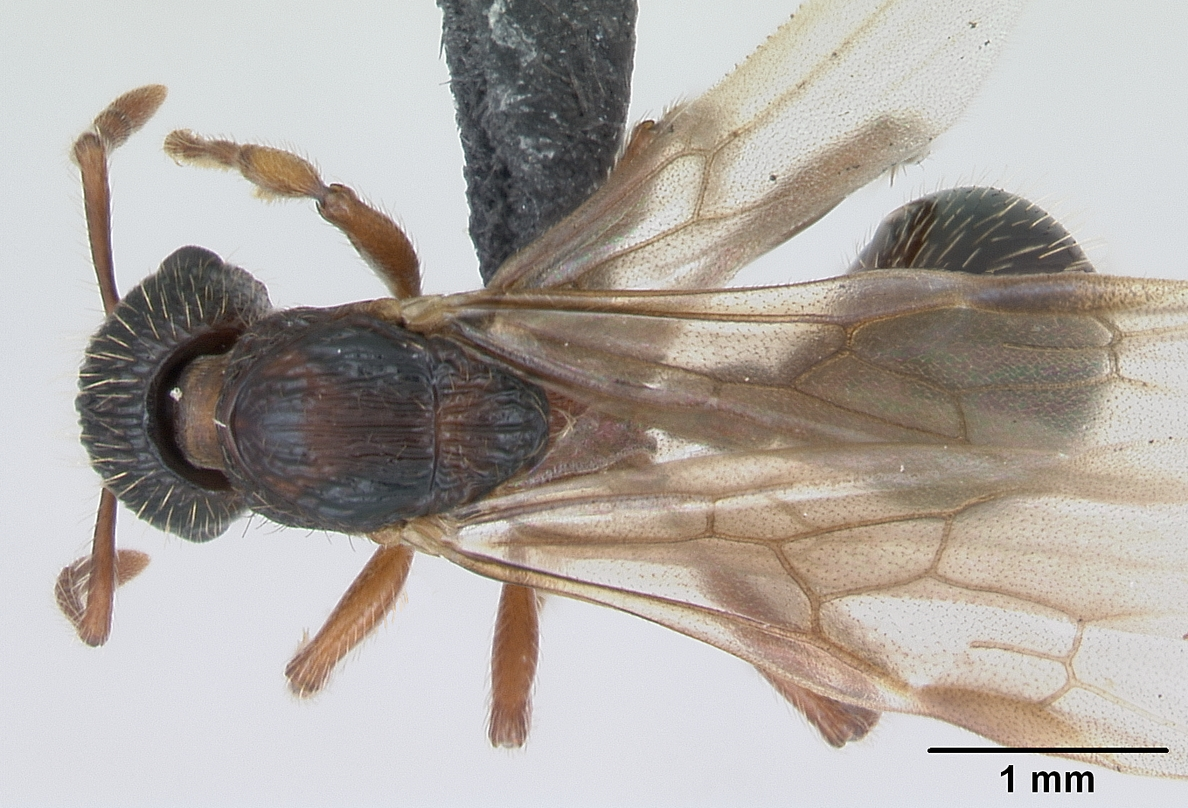
Самка сверху
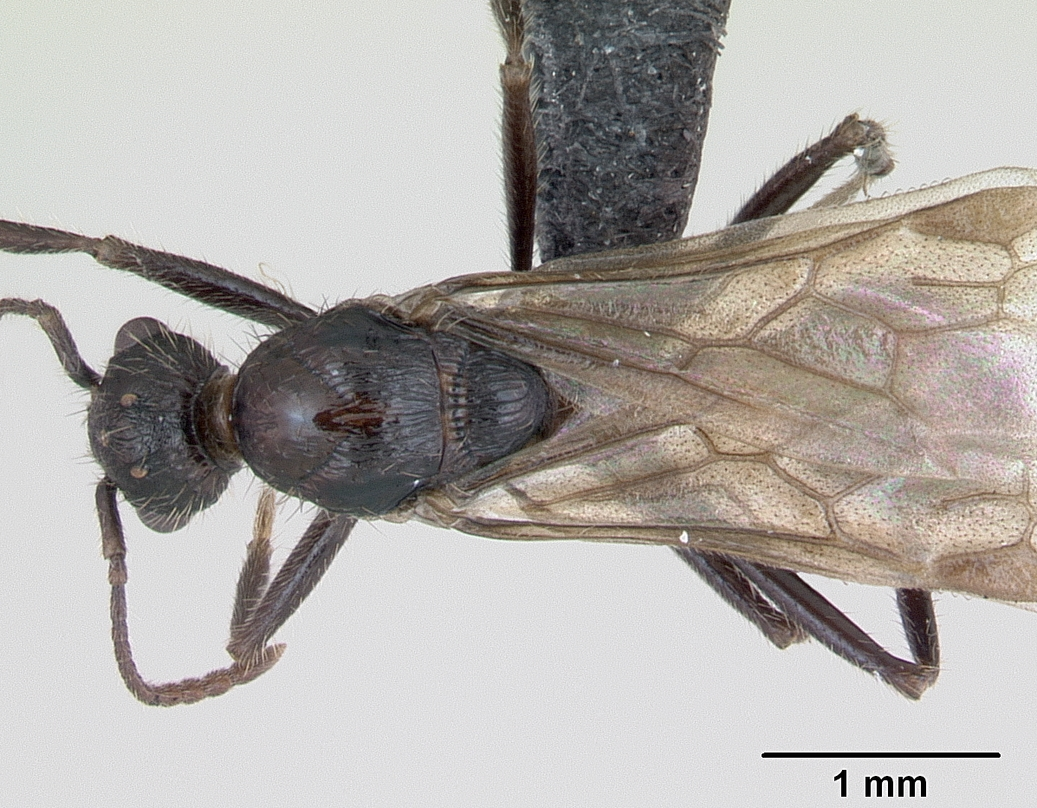
Самец сверху
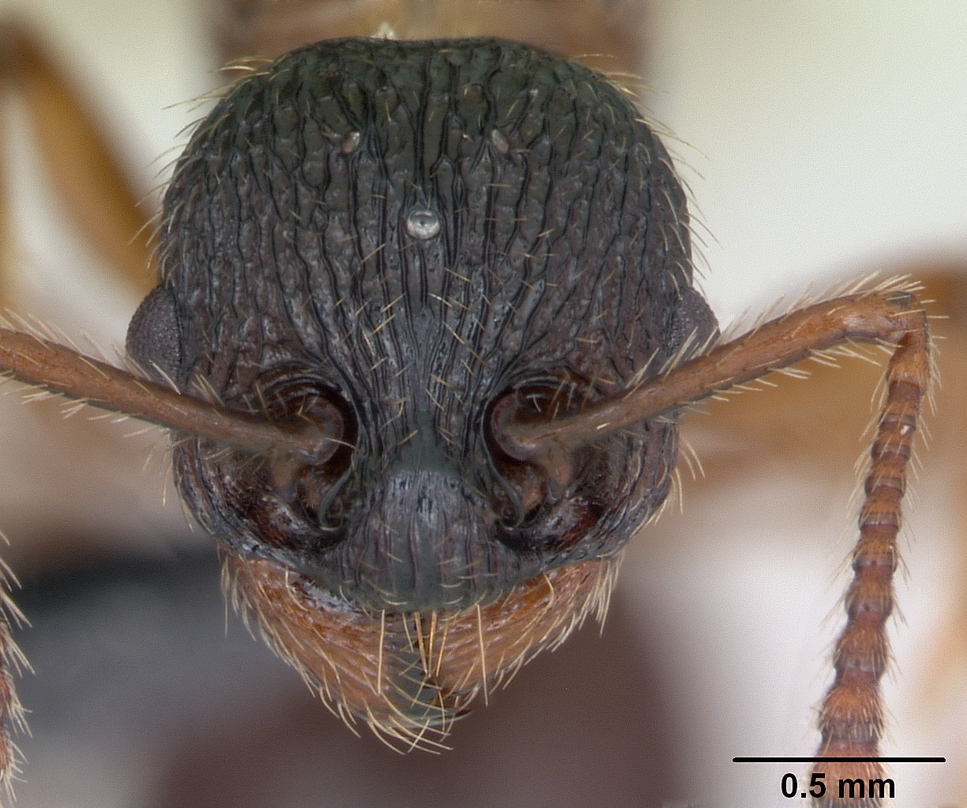
Голова самки
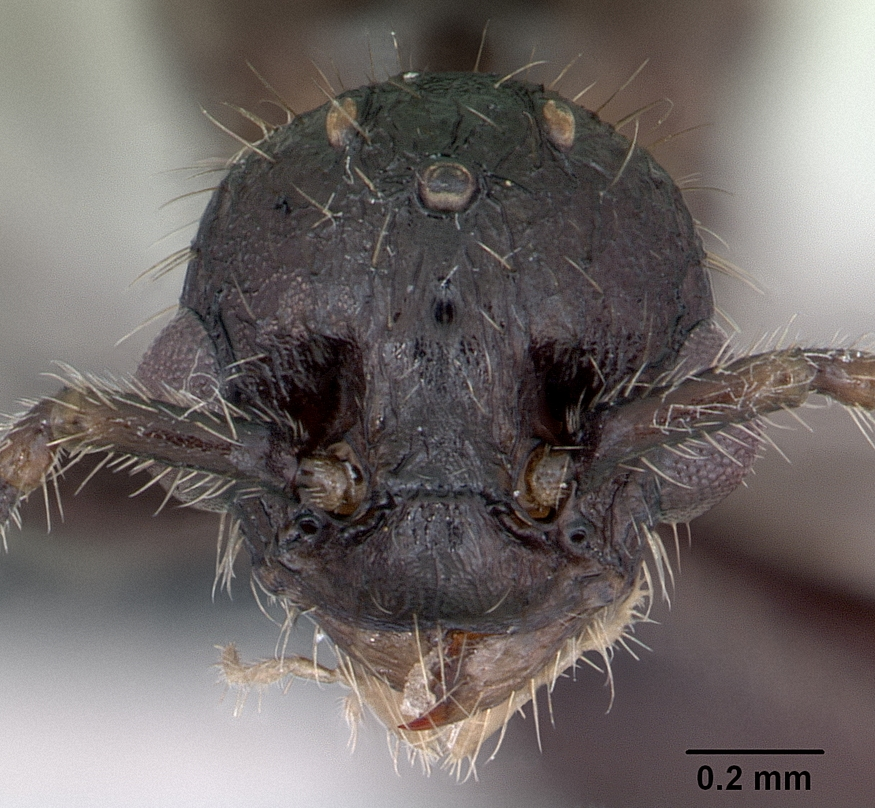
Голова самца
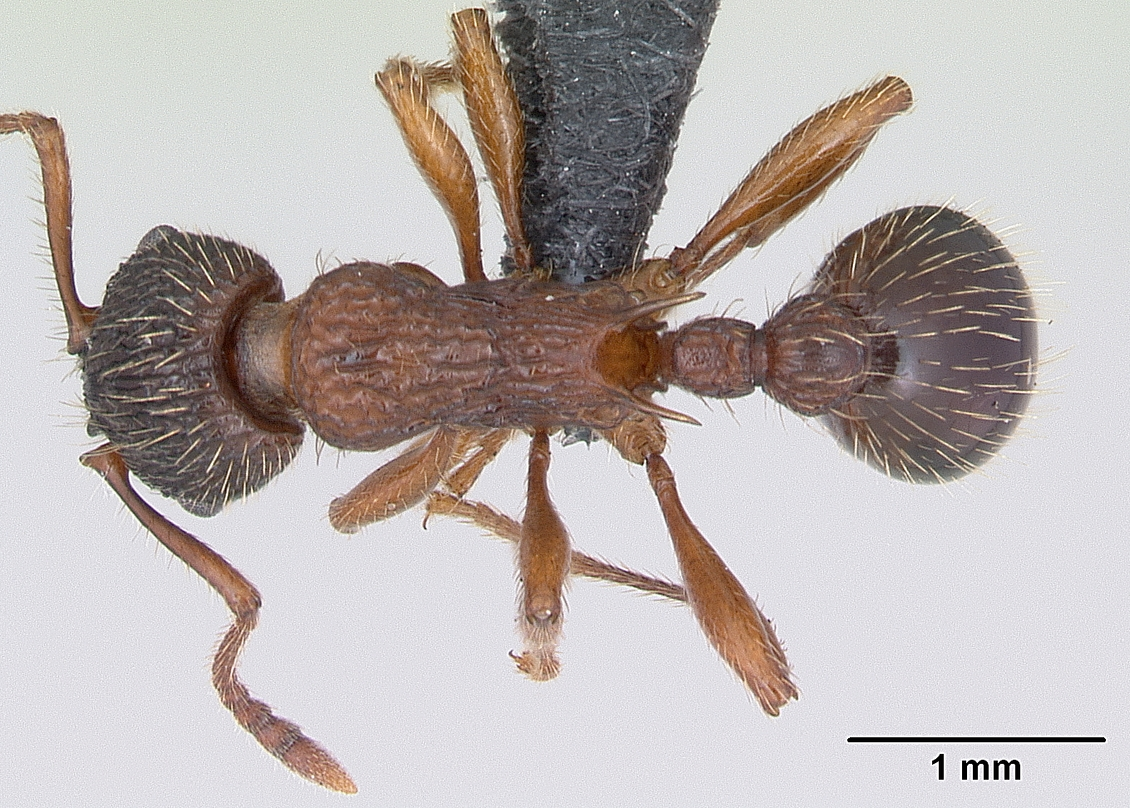
Рабочий сверху

## Охранный статус
Данный вид муравьёв может стать элементом комплексной системы спасения редких видов бабочек из семейства голубянок (Lycaenidae, Lepidoptera). В Европе обнаружено, что некоторые гусеницы таких редких голубянок, как голубянка арион (Phengaris arion), Phengaris rebeli и голубянка алькон (Phengaris alcon) найдены в муравейниках Myrmica schencki, где являются их сожителями и ведут мирмекофильный образ жизни. M. schencki включён в списки редких и охраняемых животных в нескольких европейских странах: Великобритания (в статусе NE, Notable-B), Германия (в статусе 3).

## Систематика и этимология

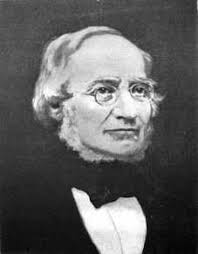
Адольф Шенк, в честь которого был назван вид

Близок к Myrmica caucasicola, M. koreana, M. obscura и другим видам группы Myrmica schencki (M. deplanata, M. inucta, M. obscura, M. onoyamai, M. pelops, M. ravasinii, M. siciliana, M. sinoschencki), отличаясь узким лбом и длинными проподеальными шипиками. Вид был впервые описан итальянским мирмекологом Карлом Эмери в невалидном сочетании как Myrmica rubra scabrinodis var. schencki  Emery, 1895, поэтому его первым официальным валидным именем признан таксон-триномен Myrmica rubra var. schencki  Viereck, 1903, который в 1903 году ввёл американский энтомолог Генри Лоренц Виерик (1881—1931). Название дано в честь немецкого гименоптеролога профессора Адольфа Шенка (известного в русскоязычных источниках как Карл Фридрих Шенк; Adolph Schenck, Carl Friedrich Schenck, 1803—1878).
В 2005 году по единственной самке, пойманной в ловушку в Нидерландах, был описан вид Myrmica schenckioides, предположительно социально-паразитический, с характерным выступом на вентральной части постпетиоля; впоследствии, однако, название Myrmica schenckioides было сведено в синонимику вида Myrmica schencki.